# Chutes Bowen
Pour les articles homonymes, voir Bowen.
Les chutes Bowen, en anglais Bowen Falls, sont une chute d'eau côtière de Nouvelle-Zélande qui se jette dans Milford Sound, un fjord de la mer de Tasman. Elles constituent l'embouchure du fleuve Bowen.
Les chutes sont nommées d’après Diamantina Bowen (en), la femme de George Bowen, le cinquième gouverneur général de Nouvelle-Zélande.